# 마틴 슈크렐리

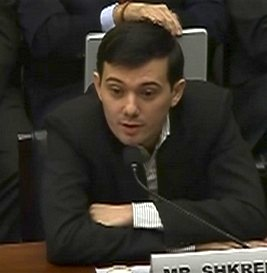
2016년의 슈크렐리.

마틴 슈크렐리(영어: Martin Shkreli, 1983년 4월 1일 ~ )는 미국의 사업가 전직 헤지 펀드 매니저로 MSMB 투자자문 창설자로 미국인들이 가장 싫어하는 미국인으로 알려져 있다.
2015년에 자신이 CEO로 있던 튜링 제약회사의 에이즈 환자용 약품인 "다라 프림"의 특허를 취득하여 50배의 가격 인상을 통한 폭리를 취하면서 대중들로부터 많은 비난을 받았다.